# Новый Ольшанец
Но́вый Ольша́нец — село Архангельского сельсовета Елецкого района Липецкой области. Имеет 3 улицы и 1 переулок: Заовражная, Клубная, Сиреневая и Каштановый переулок.
В 2016 году 1300 га земель вокруг села переданы особой экономической зоне промышленно-производственного типа «Липецк». Здесь разместится вторая очередь ОЭЗ, Елецкая промышленная площадка. Торжественное открытие новой площадки ОЭЗ состоялось 14 декабря 2016 года.

## Население
| 2010 |
| ---- |
| 139  |